# Монтклэрский художественный музей
Монтклэрский художественный музей (англ. Montclair Art Museum; сокр. MAM) — городской художественный музей города Монтклэр, штат Нью-Джерси. Его коллекция составляет более чем 12000 наименований, экспонаты посвящены американскому искусству, начиная с XVIII века по настоящее время.

## История
С приходом в Монтклэр железной дороги в 1860-х годах, город получил импульс в своём развитии, что сказалось и на художественной жизни города, где жили и работали американские художники, в том числе и скульпторы. В городе была создана художественная комиссия, которая решала вопрос создания в Монтклэре музея искусства. Её председателем стал коллекционер William T. Evans, который собрал коллекцию из более чем 800 американских картин, являющейся и сегодня самой большой коллекцией американского искусства до Первой мировой войны. В 1907 году он пожертвовал несколько десятков работ в вашингтонскую Национальную галерею искусства. В 1909 году он решил передать 26 картин Монтклэру при условии, что город обеспечит пожаробезопасное их содержание, но на городском референдуме 1910 года его предложение было отвергнуто. Несмотря на это, муниципальная художественная комиссия, преобразованная в ассоциацию Montclair Art Association, предложила создать художественную галерею без государственной поддержки. Для этого был организован сбор средств, существенную часть которых составило пожертвование Florence Rand Lang (1861—1943), богатой жительницы города, являющейся наследницей буровой компании Rand Drill Company, созданной в 1871 году её отцом. Для проектирования здания музея его доверенным лицом — Michel Le Brun, был нанят американский архитектор Albert Randolph Ross.
Музей открылся 15 января 1914 года. Фонд музея расширялся путём приобретений за счёт пожертвований. В 1922 году музей пригласил жителей города проголосовать за самые любимые 25 работ музейной коллекции. За прошедшее с тех пор время здание музея расширялось вместе с его коллекцией. В 2000-2001 годах было добавлено новое крыло, увеличившее музейную площадь вдвое. Отмечая своё 75-летие, Монтклэрский художественный музей издал книгу Three Hundred Years of American Painting: The Montclair Art Museum Collection, где содержится подробное описание 538 полотен и тематические эссе. В его столетний юбилей была проведена кампания по сбору средств, в результате чего эндаумент музея составил 20 миллионов долларов.
Музей спонсирует разнообразные программы в партнерстве с городскими организациями и ведет обширную образовательную программу для всех возрастных групп.
Интересно, что в музее есть единственная в мире галерея, посвященная исключительно работам американского художника XIX века Джорджа Иннесса, который жил в Монтклэре с 1885 по 1894 годы.